# Peruviaanse presidentsverkiezingen 1904
Uit de Peruviaanse algemene verkiezingen van 1904 kwam José Pardo y Barreda voort als winnaar. Pardo was ervoor, van 1903 tot 1904, premier van Peru geweest en ook al eens Minister van Buitenlandse Zaken. Pardo's termijn als president van Peru ging in op 24 september 1904 en eindigde toen Augusto Leguía y Salcedo hem op 24 september 1908  opvolgde na de verkiezingen van dat jaar.